# Greene, Iowa
Greene är en ort i Butler County, Iowa, USA.